# Tenochtitlan
«Tenochtitlan» — российская метал-группа, исполняющая музыку преимущественно в стилях дум и death metal, образованная Валерием Senmuth в 2004 году.
Название проекта заимствовано от древней столицы ацтеков — Теночтитлана. Tenochtitlan — это виртуальный проект, поскольку все музыканты живут в разных городах и вовлечены в свои собственные проекты. Стилистика проекта весьма уникальна. Она объединяет дум, death metal, дарк эмбиент, а также этнические мелодии древних американских цивилизаций, мистические звуки, сильные ритмы гитар, атмосферные партии синтезаторов, чистый мужской и женский вокал. Тематика — мифология, история ацтеков, майя, инков. Большая часть песен звучит на русском языке, но также присутствуют и индейские языки, такие как ацтекский, кечуа и майя. В апреле 2010 года появилась информация о начале записи нового альбома.

## Авторы
- Валерий «Senmuth» — музыка, концепция, лирика, вокал, гитара, тарка, домра, панфлейта, блок-флейта, программирование, мастеринг и сведение.
- Алексей «Lefthander» — вокал, лирика, музыка, гитара, блок-флейта
- Александр «Eresh» — вокал, музыка, горловое пение, кена, блок-флейта, свирель, варган
- Игорь «Brutal Harry» — музыка, гитара, программирование
- Женя Рацен — музыка, вокал

## Дискография
- Epoch of the Fifth Sun / Эпоха пятого солнца (2005, Metalism Records / American Line Productions)
- Chac Och-Ut (2006, Metalism Records)
- Tezcatl (2007, Metalism Records)
- Нуаль (20 октября 2010 года, самостоятельно)
- Сотворение Мира (2012, BadMoodMan Music)
- Подношение (2018, bandcamp.com)

Примечание: Также иногда к дискографии относят и Teokalli (EP, 2006), который на самом деле является бутлегом.